# Учжун (Сучжоу)
Учжу́н (кит. упр. 吴中, пиньинь Wúzhōng) — район городского подчинения городского округа Сучжоу провинции Цзянсу (КНР). Название района означает «центр У» и связано с тем, что здесь размещалась администрация расформированного в 2001 году городского уезда Усянь.

## История
Ещё когда в Китае впервые в истории было создано централизованное государство — империя Цинь — и страна была разделена на уезды, в этих местах был создан уезд Усянь (吴县).
В 1949 году урбанизированная часть уезда Усянь была выделена в отдельный город Сучжоу; тем не менее, административные структуры уезда Усянь продолжали оставаться в Сучжоу.
В 1984 году было начато строительство отдельного уездного центра, и с 1989 года управляющие структуры уезда разместились в новой урбанизированной зоне, находящейся уже на территории уезда Усянь.
В 1995 году был расформирован уезд Усянь, а вместо него был образован городской уезд Усянь (吴县市).
В 2001 году городской уезд Усянь был расформирован, а на бывшей его территории были созданы районы Учжун и Сянчэн.

## Административное деление
Район делится на 6 уличных комитета и 7 посёлка.